# Partito Democratico Cristiano Africano
Il Partito Democratico Cristiano Africano (African Christian Democratic Party, ACDP)  è un partito politico sudafricano.
L'ACDP è stato fondato nel 1993, con lo scopo di raccogliere "i Cristiani che credono nella Bibbia" e "coloro che hanno a cuore i valori morali". Leader del partito è il reverendo Kenneth Rasalabe Joseph Meshoe. 
Alle prime elezioni democratiche del 1994, l'ACDP ottenne inaspettatamente 2 seggi in parlamento e fu l'unico partito a non votare il testo definitivo della nuova Costituzione. 
Molti critici pensavano che le posizioni dell'ACDP (conservatore ma favorevole all'incontro tra le varie etnie sudafricane, ma contratrio al modello proposto dall'ANC, partito di governo) lo avrebbero portato fuori dal Parlamento. Invece, alle elezioni del 1999, l'ACDP ottenne 6 seggi. Alle elezioni politiche del 2004 il partito ha raccolto l'1,6% (0,2% in più dell'elezione precedente), eleggendo un parlamentare in più. L'ACDP è presente in molti dei consigli provinciali con 1 o 2 seggi.

## Ideologia
L'ACDP può essere considerato un partito "cristiano conservatore". È molto vicino alle posizioni dell'Unione Cristiana olandese, in quanto formato anch'esso, prevalentemente da protestanti. Il partito si è impegnato contro il riconoscimento delle unioni omosessuali, la pornografia, l'aborto e l'uso dei contraccettivi.

## Risultati elettorali
| Elezione      | Voti    | % | Seggi   |
| ------------- | ------- | - | ------- |
| Generali 1999 | 228.975 |   | 6 / 400 |
| Generali 2004 | 250.272 |   | 7 / 400 |
| Generali 2009 | 142.658 |   | 3 / 400 |
| Generali 2014 | 104.039 |   | 3 / 400 |
| Generali 2019 | 146.262 |   | 4 / 400 |